# 花古街道
花古乡，是中华人民共和国湖南省邵陽市洞口县下辖的一个乡镇级行政单位。

## 行政区划
花古乡下辖以下地区：
王家村、田家村、七里村、江南村、叶家村、苏黄村、苗竹村、拨竹村、光力村、正龙村、罗家村、花古村、平南村、浊溪村和洄水村。